# Marché de Seomun
 (juillet 2020).
Le marché de Seomun (en coréen : 서문시장) est le plus grand marché de rue traditionnel de Daegu, en Corée du Sud, contenant plus de quatre-mille magasins. Le marché de Seomun est particulièrement connu comme une source de textiles et de services de couture, un ingrédient clé de l'industrie de la mode de Daegu.
Le nom Seomun signifie « porte de l'ouest » et fait référence à l'emplacement du marché juste à l'extérieur de l'ancienne porte ouest du château de Daegu, qui a été démolie en 1907. C'est également l'un des marchés les plus anciens du pays, datant d'un marché de cinq jours organisé dans la région à la fin de la dynastie Joseon. Dans les dernières années de Joseon, le marché de Seomun était l'un des trois plus grands marchés du pays. Le marché a été constitué sous sa forme actuelle en 1920.
Bien que des parties du marché soient en plein air ou dans de petits bâtiments, la plupart des magasins se trouvent dans de grands bâtiments abritant des centaines ou des milliers de magasins individuels. Le plus grand de ces bâtiments était le bâtiment 2, qui a été détruit par un incendie à la fin de décembre 2005. Les plans de reconstruction du bâtiment 2, qui abritait la majorité des magasins de tissus du marché, sont toujours en cours d'élaboration. Il y a quatre autres complexes de bâtiments et deux autres grandes zones commerciales. Les rues latérales de la zone du marché comportent également un grand nombre de stands de nourriture intérieurs et extérieurs avec du poisson et des plats traditionnels.
Le marché est accessible à la fois par la station Cheongnaeondeok sur la ligne 2 du métro Daegu et la station du marché de Seomun sur la ligne 3 du métro Daegu.
Le 30 novembre 2016, un grave incendie a détruit tous les magasins du marché.

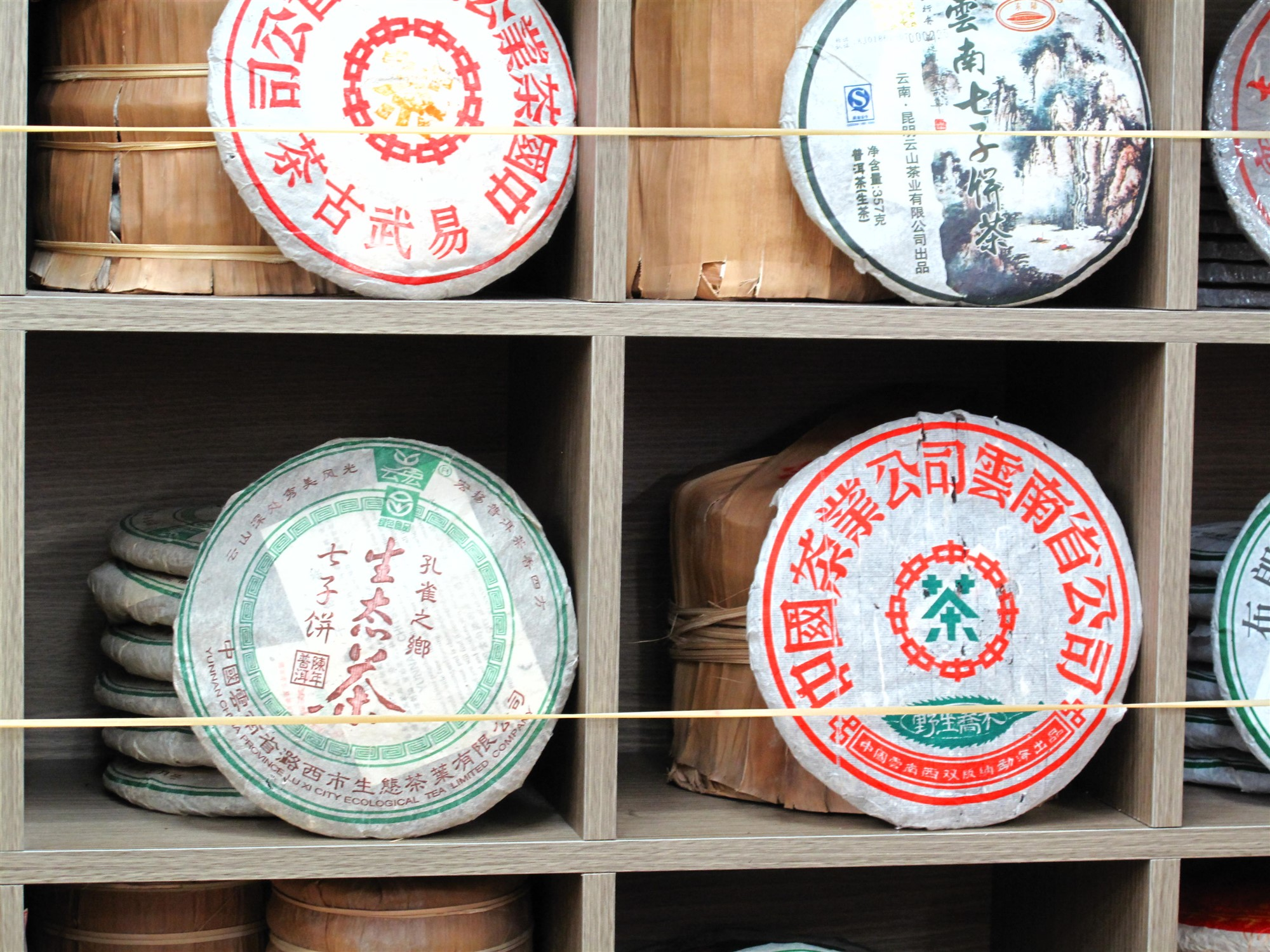
Du thé chinois à vendre au marché de Seomun.

## Voir également
- Liste des marchés en Corée du Sud
- Liste des sujets liés à la Corée
- Liste des attractions touristiques sud-coréennes
- Économie de la Corée du Sud